# Экспансия турок-османов на Запад

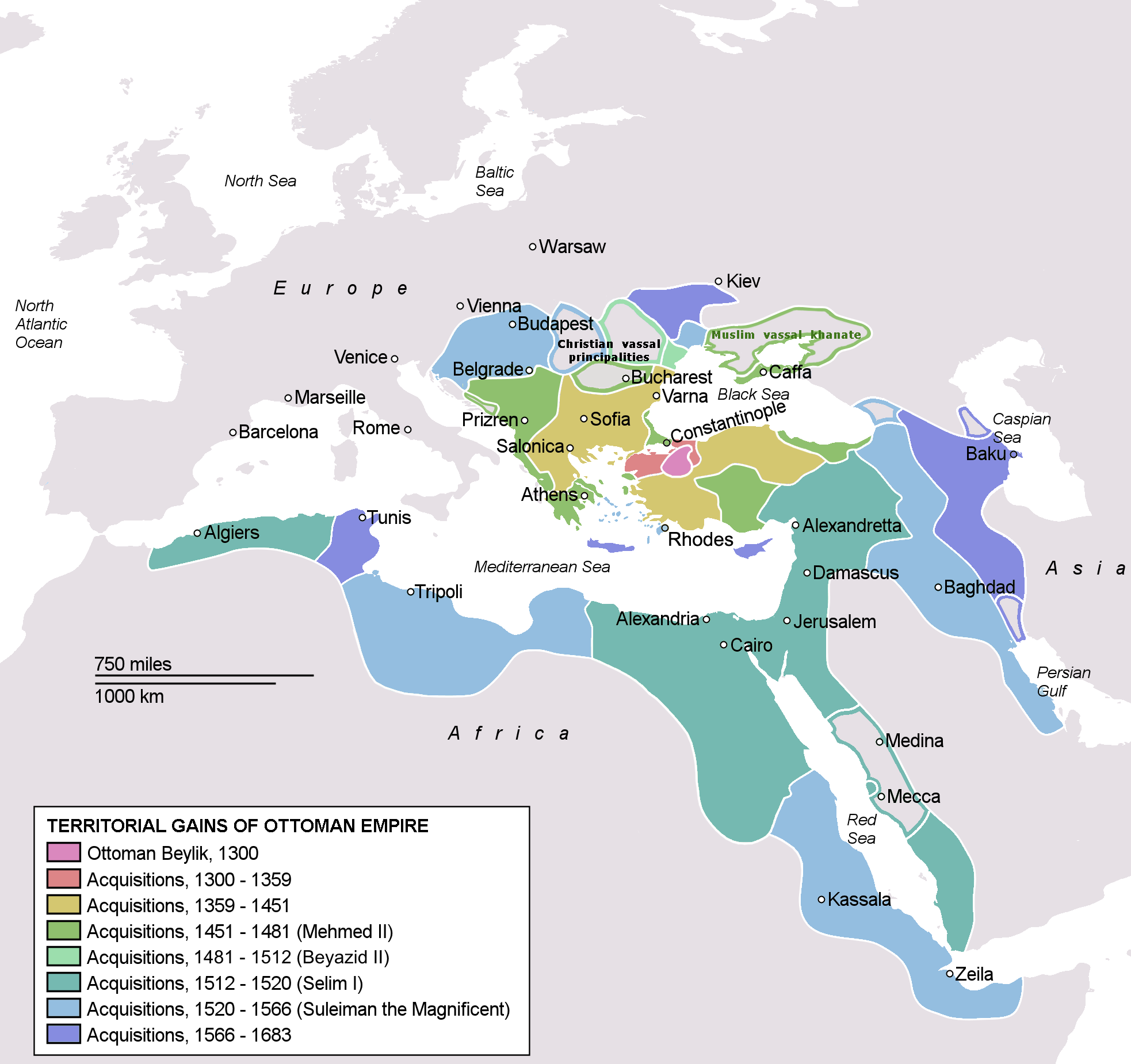
Османская империя в период наибольшей территориальной экспансии в 1683 году

Экспансия турок-османов на Запад — расширение и удержание владений Османской империи в Европе в результате многочисленных кровопролитных войн в XIV—XIX веках.

## XIV век
В 1356 году османское войско под начальством Мурада, сына Орхана, высадилось на европейском берегу Дарданелл и овладело Галлиполи и его окрестностями. После взятия Галлиполи турки укрепились на европейском берегу Эгейского моря, Дарданелл и Мраморного моря. Орхан умер в 1358 году, и Орхану наследовал второй его сын, Мурад (1359—1389), который хотя и не забывал о Малой Азии и завоевал в ней Ангору, но центр тяжести своей деятельности перенёс в Европу. Завоевав Фракию, он в 1365 году перенёс свою столицу в Адрианополь. Византийская империя была сведена к одному Константинополю с ближайшими его окрестностями, но влачила своё существование ещё почти столетие. Завоевание Фракии привело турок в ближайшее соприкосновение с Сербией и Болгарией. Лучшие дни обоих государств уже миновали; Сербия со смертью Уроша V (1367) стала ареной раздоров из-за прав на престол, Болгария тоже была слаба. В несколько лет они обе потеряли значительную часть своей территории, обязались данью и стали в зависимость от султана. Вообще царствование Мурада было полно блестящих побед. Однако первые признаки будущего разложения сказались уже при нём. В собственном его дворце был составлен заговор, во главе которого стоял один из его сыновей; заговор был раскрыт, сын султана казнён — первый пример, за которым последовали многочисленные другие. При вступлении на престол следующих султанов, начиная с Баязета, вошло в обычай убивать ближайших родственников для избежания семейного соперничества из-за престола; этот обычай соблюдался хотя и не всегда, но часто. Когда родственники нового султана не представляли ни малейшей опасности из-за умственного развития или иных причин, их оставляли в живых. Однако их гарем формировался из невольниц, лишённых способности к деторождению посредством хирургической операции. В 1389 году сербский князь Лазарь начал новую войну с турками. На Косовом поле в 1389 году его армия в 80 тыс. чел. сошлась с армией Мурада в 300 тыс. чел. Сербская армия была уничтожена, князь убит; в битве пал и Мурад. Формально Сербия сохраняла ещё свою независимость, но она платила дань и обязалась поставлять вспомогательное войско. Сын Мурада Баязет (1389—1402) женился на дочери Лазаря и этим приобрёл формальное право вмешиваться в решение династических вопросов в Сербии (когда Стефан, сын Лазаря, умер без наследников). В 1393 году Баязет взял Тырново (он задушил болгарского царя Шишмана, сын которого спасся от гибели принятием ислама), завоевал всю Болгарию, Валахию обязал данью, покорил Македонию и Фессалию и проник в Грецию. В Малой Азии его владения расширились далеко на восток за Кизил-Ирмак (Галис). В 1396 году он под Никополем разбил христианское войско, собранное в крестовый поход королём Сигизмундом Венгерским.

## XV век
Вторжение эмира Тимура во главе монгольских полчищ в азиатские владения Баязета заставило его снять осаду Константинополя и лично со значительными силами броситься навстречу Тимуру. В битве при Ангоре в 1402 году он был наголову разбит и попал в плен, где через год (1403) и умер. В этой битве погиб и значительный сербский вспомогательный отряд (40 тыс. чел.). Плен и потом смерть Баязета угрожали Турции распадом. В Адрианополе провозгласил себя султаном сын Баязета Сулейман (1402—1410), захвативший власть над турецкими владениями на Балканском полуострове, в Бруссе — Иса, в восточной части Малой Азии — Мехмед I. Тимур принял послов от всех трёх претендентов и всем трём обещал свою поддержку, очевидно, желая ослабить Турцию, но он не нашёл возможным продолжать её завоевание и ушёл на восток. Магомет скоро победил, убил Ису и воцарился над всей Малой Азией. В 1413 году, после смерти Сулеймана (1410) и поражения и смерти наследовавшего ему брата Музы, Магомет восстановил свою власть и над Балканским полуостровом. Его царствование было сравнительно мирным. Он старался сохранить мирные отношения со своими христианскими соседями, Византией, Сербией, Валахией и Венгрией, и заключил с ними договоры. Современники характеризуют его как справедливого, кроткого, миролюбивого и образованного правителя. Ему не раз, однако, приходилось иметь дело с внутренними восстаниями, с которыми он расправлялся весьма энергично. Подобными восстаниями началось и царствование его сына, Мурада II (1421—1451). Братья последнего, чтобы избегнуть смерти, успели заблаговременно бежать в Константинополь, где встретили дружеский приём. Мурад немедленно двинулся на Константинополь, но успел собрать всего только 20-тысячное войско и потому потерпел поражение. Однако при помощи подкупов ему удалось вскоре после того захватить и задушить своих братьев. Осаду Константинополя пришлось снять, и Мурад обратил своё внимание на северную часть Балканского полуострова, а позднее — на южную. На севере против него собралась гроза со стороны трансильванского воеводы Гуниада, который одержал над ним победы при Германштадте (1442) и Нише (1443), но вследствие значительного перевеса турецких сил был наголову разбит на Косовом поле. Мурад завладел Фессалониками (раньше трижды завоёванными турками и вновь потерянными ими), Коринфом, Патрасом и значительной частью Албании. Сильным противником его явился воспитанный при турецком дворе и бывший любимцем Мурада албанский заложник Искандер-бег (Скандербег), принявший ислам и содействовавший его распространению в Албании. Затем он хотел сделать новое нападение на Константинополь, не опасный для него в военном отношении, но очень ценный по своему географическому положению. Смерть помешала ему исполнить этот план, осуществлённый его сыном Мехмедом II (1451—1481). Предлогом для войны послужило то, что Константин Палеолог, император византийский, не пожелал выдать Мехмеду его родственника Урхана (сына Сулеймана, внука Баязета), которого приберегал для возбуждения смут, как возможного претендента на турецкий престол. Во власти византийского императора была только небольшая полоса земли по берегу Босфора; численность войска его не превышала 6 тыс. чел., а характер управления империей делал её ещё слабее. В самом городе жило уже немало турок; византийскому правительству начиная ещё с 1396 года приходилось разрешать постройку мусульманских мечетей рядом с православными храмами. Только чрезвычайно удобное географическое положение Константинополя и сильные укрепления давали возможность сопротивляться. Мехмед II направил против города армию в 250 тыс. чел. и флот в 420 небольших парусных судов, блокировавших вход в Золотой Рог. Вооружение греков и военное их искусство было несколько выше турецкого, но и турки успели довольно хорошо вооружиться. Ещё Мурад II устроил несколько заводов для отливки пушек и выделки пороха, которыми заведовали венгерские и иные христианские инженеры, принявшие ислам ради выгод ренегатства. Многие из турецких пушек производили много шума, но не наносили настоящего вреда неприятелю; некоторые из них разорвались и перебили значительное количество турецких солдат. Мехмед начал предварительные осадные работы осенью 1452 года, а в апреле 1453 года приступил к правильной осаде. Византийское правительство обращалось за помощью к христианским державам; папа поспешил ответить обещанием проповеди крестового похода против турок, если только Византия согласится на соединение церквей; византийское правительство с негодованием отвергло это предложение. Из других держав одна Генуя прислала небольшую эскадру с 6 тыс. чел. под начальством Джустиниани. Эскадра храбро прорвала турецкую блокаду и высадила на берег Константинополя десант, который удвоил силы осаждаемых. В течение двух месяцев продолжалась осада. Значительная часть населения потеряла голову и вместо того, чтобы стать в ряды бойцов, молилась по церквам; армия, как греческая, так и генуэзская, сопротивлялась чрезвычайно мужественно. Во главе её стоял имп. Константин Палеолог, который дрался с мужеством отчаяния и погиб в стычке. Турки ворвались в город, где произвели страшную резню.
В 1459 году была завоёвана вся Сербия (кроме Белграда, взятого в 1521 году) и обращена в турецкий пашалык. В 1460 г. завоёвано Афинское герцогство и вслед за ним почти вся Греция, за исключением некоторых приморских городов, оставшихся во власти Венеции. В 1462 году завоёван остров Лесбос и Валахия, в 1463 году — Босния. Завоевание Греции привело турок к столкновению с Венецией, вступившей в коалицию с Неаполем, папой и Караманом (самостоятельным мусульманским ханством в Малой Азии, в котором царил хан Узум Гассан). Война длилась 16 лет в Морее, на Архипелаге и в Малой Азии одновременно (1463—1479) и окончилась победой Турции. Венеция по Константинопольскому миру 1479 года уступила Турции несколько городов в Морее, остров Лемнос и другие острова Архипелага (Негропонт был захвачен турками ещё в 1470 году); Караманское ханство признало власть султана. После смерти Скандербега (1467) турки захватили Албанию, потом Герцеговину. В 1475 году они вели войну с крымским ханом Девлет-Гиреем и принудили его признать себя зависимым от султана. Победа эта имела для турок большое военное значение, так как крымские татары доставляли им вспомогательное войско, по временам в 100 тыс. чел.; но впоследствии она сделалась роковой для турок, так как столкнула их с Россией и Польшей. В 1476 году турки опустошили Молдавию и поставили её в вассальную зависимость. Этим на некоторое время закончился период завоеваний. Туркам принадлежал весь Балканский полуостров до Дуная и Савы, почти все о-ва Архипелага и Малая Азия до Трапезунда и почти до Евфрата, за Дунаем Валахия и Молдавия находились от них тоже в сильнейшей зависимости. Везде управляли или непосредственно турецких чиновники, или местные правители, утверждавшиеся Портой и находившиеся у неё в полном подчинении. Ни один из предшествовавших султанов не сделал столько для расширения Турции, как Мехмед II, оставшийся в истории с прозвищем «Завоеватель».
После завоевания турками Балканского полуострова война с христианскими народами оставалась для турок по-прежнему главной исторической задачей. После смерти Мехмеда II (1481 год) престол захватил Баязет II, но распря с братом Дземом (Зизимом) и угрозы и политика Карла VIII Французского удержали не особенно воинственного султана от значительных военных предприятий; со смертью того и другого врага он чувствует себя свободным в действиях и начинает войну с Венгрией (1492—1495), которая шла с переменным успехом и окончилась перемирием на 3 года.
Подчиняясь подстрекательствам со стороны врагов Венеции — Неаполя, Флоренции и Милана, Баязет напал на владения этой республики: в 1498 году турки завладели городом Лепанто, в 1499 году боснийский паша вторгся во Фриуль, перешёл через Тальяменто и дошёл до Виченцы. В 1500 году военные действия сосредоточились в Морее, где Баязет захватил Модон, Наварин, Корон, но потерпел неудачу под Навплией.

## XVI век
Чтобы остановить наступательное движение турок, был заключён союз между Венецией, Венгрией и папой Юлием II, который постарался привлечь к союзу Испанию, Португалию и Францию, но от последней только несколько галер пришли на помощь христианскому флоту, так как Людовик XII был занят итальянскими делами. Этот флот под начальством Гонзальва Кордовского достиг в 1501 и 1502 годах некоторых успехов: он уничтожил 2 турецких эскадры, опустошил берега Малой Азии, захватил остров Св. Маврикия (1502 год). В Венгрии турки тоже потерпели неудачи, а потому султан заключил с Венецией мир (1502), а с Венгрией перемирие на 7 лет (1503).
Сын Баязета, Селим I, был занят войнами в Азии и Африке, но его сын, Сулейман Великолепный (1520—1566), поставил себе задачей распространение могущества и владений Оттоманской империи на север и запад: осада и взятие Белграда и Родоса, не удававшиеся его предшественникам, должны были открыть туркам двери в пределы Венгрии и на запад к берегам Италии. Сулейман послал к венгерскому королю посла с требованием дани; венгры убили посла, чем и доставили султану предлог к войне. Румелийский беглербег Ахмед завладел Шабацем (1521), а великий визирь Пири взял Землин; этим была открыта дорога к Белграду, который сдался после отчаянной обороны маленького гарнизона, выдержавшего 20 приступов и принуждённого к сдаче вследствие измены сербских и болгарских союзников и восстания сербов, жителей Белграда. После этого сдались все крепости бывшей Сирмии, и границы Турции были перенесены с берегов Савы на берега Дуная и Дравы.
Другой преградой расширению Оттоманской империи на запад был остров Родос, где укрепились рыцари-иоанниты: центр крестовых походов, центр сопротивления туркам, опора христианских пиратов, разбойничавших на Эгейском море, он заграждал торговый путь из Константинополя в Египет и Сирию и постоянно угрожал безопасности Сирии. Сулейман послал к гроссмейстеру иоаннитов письмо с требованием сдачи крепости Родоса, обещая, что в случае сдачи не посягнёт ни на личную свободу рыцарей, ни на их собственность. Виллье де л’Иль Адам, гроссмейстер ордена, отвечал отказом. Тогда Сулейман в 1522 году высадился на остров Родос. Начался обстрел крепости, и было предпринято ряд приступов, неудачных для турок, которые потеряли в них до 100 тыс. чел., но сделавших положение рыцарей настолько безнадёжным, что в декабре 1522 года они сдались на капитуляцию. Иоанниты переселились тогда на остров Мальту, которая в 1525 году была им отдана Карлом V.
В 1530 году Франциск I, ища союзников после своего плена при Павии, отправил посольство к Сулейману, призывая его к совместной борьбе против Карла V; этот призыв пришёлся очень кстати воинственному султану: в 1526 году Сулейман уже выступил в поход со стотысячной армией и 300 орудиями. Взяв Петервардейн, Сулейман вышел на болотистую равнину Могача, где и дал сражение венгерскому королю Людовику: венгры были разбиты наголову, потеряли 25 тысяч человек и бежали (1526). Буда (Офен) открыла ему ворота; Венгрия была опустошена огнём и мечом, десятки тысяч людей уведены в плен.
Соперничество эрцгерцога Фердинанда Габсбурга и Иоанна Запольи сделало турок господами Венгрии. Сулейман принял Заполью под своё покровительство и в 1529 году опять вторгся в Венгрию, разорил Буду, велел венчать на царство Заполью, а потом с 250 тысячами человек и 300 орудиями напал на Вену (1529), но потерпел полную неудачу; его войска опустошили Австрию и Германию до Регенсбурга, сожгли Брюн и др. города.
Нашествие турок и осада Вены пробудили в Германии национальное чувство, а в Европе христианское; Франциск I был поставлен этим в трудное положение и заключил мир в Камбре (1529 год); он считался в это время другом Сулеймана и в то же время уговаривался с Карлом V и Генрихом VIII Английским воевать против турок. Сулейман тоже принимал послов и переговаривался с Фердинандом и с Запольей; колебаниям его был положен конец нападением австрийцев на Венгрию и осадой Запольи в Буде. Сулейман взял город Гюнц и опустошил Штирию.
Венецианцы перенесли войну в Грецию; адмирал Карла V, Андрей Дория, взял Корон, Патрас и Лепанто. Обе стороны желали кончить войну, Сулейман — потому что намеревался предпринять поход в Персию, Карл V — потому что был окружён массой затруднений на западе Европы и война в Венгрии связывала ему руки. Мирный договор был подписан в 1533 году, при чём Корон возвращался туркам, а Фердинанд сохранял за собой ту часть Венгрии, которая была занята его войсками.
С 1535 года Франция была в открытом союзе с Сулейманом; когда Карл V, раздражённый нападениями африканских пиратов, покровительствуемых турками и косвенно французами, объявил в 1536 году войну Франциску I, последний призвал на помощь османского султана. Начальник всех османских морских сил Хейр-уд-Дин (Хейреддин) Барбаросса напал на союзницу Карла V, Венецию, страшно опустошил острова Эгейского моря (Сиру, Парос, Патмос, Стампалию, Эгину, Наксос и др. Кикладские острова), завладел всеми островами Архипелага, а Кандию страшно опустошил; но нападение турок на Корфу потерпело неудачу. Андреа Дориа с флотом Карла V сражался с турками с переменным успехом. Наконец Венеция изнемогла и в 1540 году заключила с Турцией мир, по которому отдала ей Навплию и Монембазию, а в Эгейском море свои непосредственные владения, кроме Крита, Тиноса и Миконоса.
Теперь султан развязал себе руки для борьбы с Габсбургами в Венгрии. Турецкая эскадра нападениями на Италию поддерживала Франциска I против Карла V, сам султан вступил в соглашение с партией венгерских магнатов, которые не желали Фердинанда. В 1541 году началась новая венгерская война; австрийцы дважды были разбиты турками, Гран и Штульвейссенбург были взяты, и завоёванные части Венгрии были поставлены под непосредственное управление турок: из них было образовано 14 санджаков под верховным наблюдением паши в Буде. Дальнейшее движение турок на запад было задержано Карлом V, а мир 1547 года спас Фердинанду хоть часть Венгрии, но под условием уплаты ежегодной дани (30 тысяч дукатов), от которой австрийцы избавились только по миру в Карловице в 1699 году.
С этого времени, с союза Франции с Турцией, возникают те привилегии французов и других европейцев в Турции, которыми они пользуются и до нашего времени. Капитуляции 1535 года предоставили французам во всех османских владениях полную свободу плавания по морям и рекам, право покупать и продавать товары с уплатой пошлины в 5 % с цены товара; право обращаться к суду французских консулов по гражданским и по уголовным делам; религиозную свободу вместе с охраной святых мест и роду протектората над христианами Турции.
Дальнейшая борьба с турками между 1551—1562 годами зависела от желания их утвердиться в Трансильвании. Когда Карл V отказался от трона (1556), борьбу с турками на западе и с варварийскими государствами (Триполи, Тунис, Алжир) в Африке приняла на себя испанская линия Габсбургов. На границах Венгрии, несмотря на перемирие с турками, война никогда не прерывалась; искатели приключений с обеих сторон, гайдуки, ускоки, морлаки, начальники пограничных замков и честолюбивые беи бродили по окрестным странам, то стараясь захватить плохо укреплённое местечко, то опустошая целые волости и уезды. С другой стороны, одна из партий Венгрии составила заговор с целью не отдавать королеве Изабелле и её сыну Сигизимунду Трансильвании и Темешварского баната, которые обещал им Сулейман.
В 1551—1552 годах Сулейман делает нашествие на Венгрию и выгоняет австрийцев из Трансильвании и баната (геройская оборона крепости Эрлау Мецкеем и Добо), а французы напали на Парму и три епископства. Начальник османского флота Драгут действовал в согласии с французами и нанёс Андреа Дориа поражение возде Неаполя. Военные действия 1553—1559 годов шли главным образом на море, при чём османские адмиралы Драгут и Шали нападали на берега Корсики, Италии и Балеарских островов, но решительного ничего не произошло; на сухопутных границах Турции и империи шли только мелкие стычки (1559—1562). В 1562 году в Праге между Фердинандом и Сулейманом был заключён мир, при чём император обязался платить прежнюю дань (30 тысяч дукатов), уступая все крепости в Трансильвании, занятые его войсками, обещал войти в соглашение с королевой Изабеллой относительно владения венгерскими крепостями и даровал амнистию венгерским вельможам. Испания в этот мир включена не была.
Стремление укрепиться в западной части Средиземного моря, чему препятствовали иоанниты на Мальте, побудили Сулеймана предпринять поход на этих передовых бойцов христианского мира: в 1565 года турецкий флот с Пиали и Мустафой-пашой во главе подошёл к Мальте (180 судов и 30 тысяч человек) и сделал приступ, но потерпел полную неудачу вследствие геройского сопротивления рыцарей с их гроссмейстером Жаном Паризо де ла Валеттом во главе, а когда появился на выручку Мальты испано-итальянский флот, турки покинули Мальту (1565).
Беспрерывные пограничные столкновения и желание отомстить за неудачу на Мальте сделались причиной разрыва между султаном и императором Максимилианом II. Султан лично двинулся в Венгрию в мае 1566 года, но маленькая крепость Сигет, защищаемая храбрым Зрини, задержала на 4 недели громадное турецкое войско (100 тысяч человек), предводимое талантливым султаном и великим визирем Мегмедом-Соколли; во время осады султан умер, а через 2 дня Сигет пал, при чём Зриньи погиб в схватке, а цитадель взорвал с 3 тыс. турок.
Новый султан, Селим II, прекратил войну и в начале 1568 года заключил перемирие на 8 лет с императором Максимилианом II. Сулейман выслал Пиали для изгнания генуэзцев и итальянских князьков из пределов Архипелага (1566): Пиали отнял Хиос у генуэзцев, Наксос, Кеос, у их владельцев, Сифнос и Термию у Гоццадини и Андрос и присоединил к османским владениям. Затем очередь дошла до Кипра, принадлежавшего венецианцам, которых в Константинополе ненавидели больше всех европейцев. В июле 1570 года капудан-паша Пиали и Лала-Мустафа-паша (360 судов и 50 тысяч человек) подошли к Кипру, была взята Никосия, в 1571 году — Фамагуста, при взятии которой турками были совершены неслыханные жестокости и зверства. Ответом на это послужило поражение турок при Лепанто (1571) флотом держав, составивших Священную Лигу (папа, Венеция, Испания, Мальта) и отдавших свои суда под команду дон-Хуана Австрийского (побочного сына Карла V); турки потеряли 130 судов и 30 тысяч человек против 15 судов и 8 тысяч человек, потерянных христианами. Но так как победители были нерешительны, не знали ясно, к чему стремятся, были не единодушны, то они и не воспользовались этой победой, дали туркам оправиться и создать новый флот, так что в 1572 году они могли спустить в море 250 судов и принудить венецианцев заключить мир на очень невыгодных условиях (уплата Турции 300 тысяч дукатов за военные издержки, уступка им Кипра и Сопото).
Покинутая Венецией Испания подверглась мщению турок и потеряла Тунис и Ла-Голетту, отнятые у неё турками капудан-пашей Еульдж-Али и Синан-пашей (1574). Мирный договор 1569 года между Селимом II и Максимилианом II не прекратил мелкой пограничной войны: ни османские беги, ни австрийские губернаторы не могли жить спокойно, а авантюристы обеих сторон не прекращали военных действий; воинственные венгерские магнаты и трансильванские воеводы своими бесконечными распрями и интригами создавали постоянные поводы к войне. В год заключения мира (1569) Пертев завладел двумя местечками в Трансильвании, а генерал-капитан Крайны сжёг два города в Кроации.
В 1575 году, в царствование Мурада III, боснийские беги вторглись в австрийские владения во главе 2-тысячного отряда с 7 пушками; Г. Ауэрсперг напал на них, был разбит и убит, причём кожа с головы его была содрана и набита соломой, чтобы служить военным трофеем победителя Фергад-бега. Это было во время мира с турками. Турки смотрели на Австрию, Венецию и Польшу как на данниц Порты вроде Трансильвании и Рагузы и обходились с христианскими державами в высшей степени дерзко, хотя при слабых преемниках Селима II уже не было речи об энергичном наступлении и больших успехах турок в борьбе с австрийцами.
В 1593 году великий визирь Синан-паша уговорил Мурада III объявить Австрии войну, которая сначала шла с переменным счастьем, но когда в 1594 году румынские страны, Трансильвания, Молдавия и Валахия вступили в союз с Австрией, Синан-паша был разбит на голову (1595) Михаилом Храбрым Молдавским и турки потеряли ряд городов; общественное мнение заставило тогда нового султана Мехмеда III лично выступить против австрийцев, но, неспособный и трусливый, он только благодаря небрежности христиан одержал победу при Керезтеше (на Тисе), где пало до 50 тысяч христиан.

## XVII век
Война шла вяло, с переменным успехом, пока Бочкай в 1604 году не объявил себя королём Венгрии: он помог туркам захватить некоторые австрийские города, но скоро изменил им и перешёл на сторону Австрии. Тогда диван, чтобы иметь свободу действия в Персии, заключил при Ахмеде I перемирие в Ситвароке с Рудольфом II (1606) на 20 лет: султан получил контрибуцию в 200 тысяч ефимков, но отказывался от ежегодной дани в 30 тысяч дукатов; император и падишах впредь должны были пользоваться во взаимных сношениях равноправностью.
В течение 30-летней войны Порта держалась нейтралитета, и до воинственного Магомета IV серьёзной и значительной войны между Австрией и Турцией не было, хотя и шли мелкие стычки, мелкая война на границах. Столкновения турок с поляками в XVII веке были главным образом из-за нападений, с одной стороны, крымских татар на Польшу, а с другой — поляков и казаков на Молдавию и другие соседние с Турцией области. Мирный договор 1617 года в Буссе установил Днестр границей между Польшей и Турцией, татары обязывались не нападать на Польшу, а поляки не вмешиваться в дела Молдавии, Валахии и Трансильвании.
Но уже в следующем году последовал разрыв, и началась война из-за молдавского воеводы Грациани, закончившаяся миром 1623 года, по которому Польша обязалась по-прежнему платить дань Крыму в размере 40 тысяч флоринов, а крымцы за это обязывались не нападать на польских подданных, что, конечно, они не исполняли.
В более значительных размерах войны против христиан вновь начинаются в правление Ибрагима I под влиянием капудан-паши Юссуфа, потурченного далматинца. Захватив Кипр, турки с трудом выносили пребывание венецианцев среди турецких владений на острове Кандии, откуда выходили пираты, грабившие османские суда, и откуда было легко возбудить восстание в оттоманских владениях, отрезывая сообщение Константинополя с провинциями по берегам Средиземного моря. Из-за ограбления турками корабля мальтийскими галерами, вышедшими из портов Кандии, в 1645 году началась война: Юссуф высадился в 1645 году на берегах Кандии и осадил Канею, которая сдалась в августе того же года; затем последовала долгая война, в которой венецианцы одерживали верх на море, а турки медленно, но неуклонно шли вперёд на суше; одновременно с войной на Кандии шла борьба в Далмации. В 1646 году турки взяли два других города Кандии, Кизамо и Ретимо; морская победа венецианцев при аттическом Порто-Рафти (1647) и успехи в Далмации были уравновешены взятием турками Кандийской Мессареи и блокадой (1648) главного города острова Крита, Кандии, около которой и сосредоточилась вся борьба до 1669 года.
В это время султан Ибрагим был низвергнут и на его место возведён его 7-летний сын Мехмед IV (1648—1687), в Турции началась обычная анархия, венецианцы одержали две блестящих победы: Мочениго разбил флот турок между Паросом и Наксосом (1651), а Лоренцо Марчелло перед входом в Дарданеллы, что возбудило всеобщий ужас в Константинополе (1656). Тогда великим визирем был сделан Кеприлу, который повёл войну с венецианцами с величайшей энергией и стал одерживать победу за победой, хотя теперь Венеции стали помогать французы. Он отнял у них остров Тенедос (1659) и другие, вытеснил из Мраморного моря и Дарданелл, закрыв доступ в последний пролив постройкой двух новых укреплённых замков (1661).
Между тем в Трансильвании, Валахии и Молдавии вследствие смены правителей началась борьба соперников, которые втянули в войну Австрию и Турцию. Великий визирь Ахмед-Кеприлу, правивший после своего отца, послал армию в Трансильванию и Венгрию, которая была страшно опустошена (1661), а в 1663 году выступил сам с 122-тысячным войском и 100 тысячами татар: главная опора западной Венгрии — крепость Нейгейзель — была взята, Венгрия, Силезия и Моравия были опустошены, 80 тысяч христиан уведены в плен.
Тогда папа Александр VII задумал организовать священный союз среди христианских государей: несмотря на отношения Франции к туркам с начала XVI века, Людовик XIV первый предложил помощь в 60 тысяч человек, но Леопольд I испугался такого числа французских солдат, боясь, что тогда его влияние в Германии будет слабее влияния французского короля, и согласился на помощь только 6 тысяч солдат. Когда Ахмед-Кёприлю перешёл Рааб, у Сент-Готардского монастыря его ожидала союзная армия: в происшедшем бою Кёприли был разбит и лишился 10 тысяч человек, вследствие чего скоро был заключён (1664) Васварский мир (или Эйзенбургский), по которому Трансильвания платила дань туркам, из 7 венгерских воеводств между Трансильванией и Тиссой три переходили во власть императора, четыре — во власть султана. Условия мира были выгодней для Турции, но война, где 240 тысяч турок были разбиты войском христиан в 25 тысяч человек, должна была послужить для турок серьёзным предостережением. Людовик XIV, недовольный отношением Леопольда I к французской помощи, повёл священную войну самостоятельно: он послал флот против берберов Северной Африки, снарядил экспедицию в Джиджелли (1664) и бомбардировал Алжир и Тунис (1665), с которыми в следующем году заключил мир (1666). Попытки примириться с турками были неудачны, договоры с ними не были возобновлены, и французам был запрещён доступ в Чёрное море и Египет (1667). Людовик XIV отомстил за это туркам деятельной помощью осаждённой Кандии. Когда Кёприли лично осадил Кандию с громадными силами в 1667 году, то нашёл в крепости французов под начальством Пюи-Монбрёна и венецианцев под начальством Морозини; начался последний акт той трагедии, которая называется осадой Кандии, продолжавшейся 21 год: за добровольцами-французами последовали 6 тысяч человек вспомогательных регулярных французских войск (1669), скоро, впрочем, покинувших Кандию; за ними в последний год войны пришли на помощь брауншвейгские и люнебургские войска. С небольшой горстью сил венецианский генерал-капитан Морозини защищал город от 70 тысяч турок, ещё в августе 1669 года он успел с 4 тысячами человек отбить страшный приступ, но уже вскоре должен был сдать крепость и заключить с турками мир на условиях уступки им всего острова Кандии, кроме островков и портов Карабузы, Суды, Спина-Лунги.
После некоторого упадка сила Турция пошла как будто бы опять на прибыль, чем она обязана главным образом ряду даровитых визирей из семьи Кёприлю. Враждебные отношения Турции и Франции вскоре прекратились, и хотя турки держали себя сначала очень дерзко и надменно, однако, когда увидали успехи французов в войне с Голландией, они понизили тон, возобновили прежние договоры и дали Франции удовлетворение в вопросе о Палестине (1673), несмотря на протесты греков.
Нападения тунисских и триполийских пиратов скоро опять чуть не поссорили оба правительства: Дюкен по приказанию Людовика XIV предпринимал против них несколько экспедиций и однажды (1681), гонясь за 8-ю триполийскими кораблями, он въехал внутрь Хиосской гавани, бомбардировал часть города и грозил сжечь город и османский флот, если не возвратят пленных христиан; когда турки оскорбили французского посла Гильерага, то Дюкен с 10 кораблями вошёл в Дарданеллы и грозил бомбардировать Стамбул. Турки уступили и опять подтвердили прежние привилегии Франции.
Спустя три года после покорения Крита Ахмед Кеприлу обратился против Польши. Гетман Дорошенко признал над собой власть султана, что вызвало войну Турции с Польшей. Турки вторглись в Подолию, завладели Каменцом и появились под стенами Львова; тогда по Бучачскому мирному договору (1672) Украина была уступлена гетману Дорошенку в виде ленного владения, зависимого от Порты; Подолия и Каменец остались во владении Турции; Польша уплатила Турции вознаграждение за военные расходы и обязалась уплачивать ежегодную дань. Этот унизительный договор сейчас же был нарушен поляками, которые под начальством Яна Собеского двинулись против Гусейна-паши и разбили его близ Хотина: 20 тысяч турок осталось на поле битвы, 66 знамён и 120 пушек попали в руки поляков (1673). Избранный в 1674 году в польские короли Ян Собеский продолжал войну с турками, разбил неприятелей при Львове (1675), а в 1676 году отразил все нападения гораздо более многочисленного неприятеля на польский лагерь в Журавне, вследствие чего тут же был заключён мир, возвративший полякам две трети Украины и 10 тысяч человек пленных христиан.
Походы турок в Малороссию и их завоевания в ней вызвали опасения в Москве, которая увидала в Турции более опасного врага, чем Польша, соединилась с последней и продолжила её войну с турками при переменном успехе обеих сторон; мир в Бахчисарае, или Радцыне, закончил эту войну (1681), отдав левую сторону Днепра Москве, а правую, между Днепром и Бугом, постановив не заселять и оставить пустыней.
В то время как турки вели войну с поляками и русскими в Малороссии, восстание Эмерика Тёкёли втянуло их в новую войну с австрийцами. Когда Эмерик Тёкёли увидал невозможность одному бороться с силами Австрии, он признал себя данником Турции, за что султан сделал его королём Средней Венгрии (1682), но в вассальной зависимости от Турции. Франция упорно подталкивала Мехмеда IV помочь Тёкёли; турки сделали громадные приготовления, чтоб помочь новому вассалу, и великий визирь Кара-Мустафа вступил в Венгрию с 200-тысячным войском: ему сдались Кашау, Эперьеш и Фюлек (1682). В следующем году Кара-Мустафа решил идти прямо на Вену: он перешёл Рааб (1683), взял приступом Альтенбург и Генбург, разграбил Перштольсдорф и стал лагерем вокруг Вены; против его войска Вена имела в гарнизоне только 10 тысяч человек под начальством графа Штаремберга. Искусство Штаремберга, мужество гарнизона и граждан сделали бесплодными все приступы турок; однако, если бы визирь в конце осады в сентябре повёл все турецкое войско на приступ, Вена бы пала, так как силы её были истощены, но Кара-Мустафа хотел лишить своё войско всякой добычи, чтоб сохранить её для себя одного, рассчитывая, что возьмёт город без приступа. Леопольд I обратился тогда с просьбой о помощи к польскому королю; Ян Собеский с 20 тысячами поляков соединился с полководцем императора, Карлом Лотарингским, и в сентябре 1683 года напал на турецкий лагерь, взял его со всеми его богатствами и положил в бою 10 тысяч турок. Кара-Мустафа отступил в беспорядке, преследуемый поляками и немцами, и при переходе через Дунай, при Парканах, был разбит поляками и лишился 9200 человек; Собеский захватил тогда Гран и вновь разбил визиря, который спасся бегством в Белград, где был казнён по приказанию султана. Против австрийцев был отправлен тогда Ибрагим Шейтан, а против поляков сераскир Сулейман-паша, но уж ничто не помогало теперь туркам, и они стали терять один город за другим, терпя беспрестанные поражения.
В 1684 году из Австрии, Польши, Венеции и Мальты составилась Священная Лига под покровительством папы, в 1686 году Австрия и Польша втянули в неё Россию ценой уступки ей Киева, чтоб нападением на Крым она оттянула силы татар. Герцог Лотарингский между тем продолжал войну с турками: он взял Вышеград (1684), разбил турок, взял Пешт, отразив нападение вспомогательной турецкой армии, в то время как Лесли и Траутманнсдорф истребили турецкую армию у Веровича в Кроации. В это время Людовик XIV, находя невыгодным для Франции чрезмерное ослабление Турции как естественной союзницы против Австрии, стал сдерживать чрезмерное рвение Яна Собеского.
Между тем императорская армия и венецианцы одержали ещё ряд побед: в кампанию 1685 года они хотя и должны были прекратить осаду Буды, но за то прогнали турок от Грана, взяли Нейгейзель и выгнали Тёкёли из всех его крепостей. Венецианцы вторглись в Боснию и Албанию, а знаменитый Франческо Морозини, герой Кандии, завладел островом Св. Мавра и Превезой на берегу Албании, возбудив к восстанию воинственных горцев. В Западной Венгрии в кампанию 1686 года Карл Лотарингский, подкреплённый войсками некоторых германских князей, взял приступом Буду, а в следующем 1687 году нанёс решительное поражение великому визирю Сулейману при Могаче; тогда поляки стали грозить Молдавии, а австрийцы вторглись в Валахию, Венгрию, Славонию и Кроацию. В этот решительный момент турецкие солдаты убили великого визиря, а немного спустя Мехмет IV был свергнут и заменён братом Сулейманом II. Эрлау и Липпа были взяты австрийскими войсками; трансильванский воевода Апаффи признал свою зависимость от императора, а венгерский сейм, собравшийся в Пресбург, признал венгерский престол наследственной собственностью Австрии.
Венецианцы между тем так же деятельно вели войну с турками, как и австрийцы: Морозини в 1685, 1686 и 1687 годах последовательно отнял у турок все города Мореи, занял Коринф и Афины, при чём венецианская бомба попала в Парфенон, который турки превратили в пороховой погреб, и произвела взрыв, сильно разрушивший этот знаменитый древнегреческий храм. В это время другой венецианский генерал занял Книн и покорил Далмацию. В 1688 году австрийцы вели войну в Венгрии и Трансильвании под начальством Караффы и взяли Штульвейссенбург и Петервардейн, а под начальством курфюрста Эмануила Баварского напали на Сербию и взяли приступом Белград. Австрийцы двинулись тогда в глубь Сербии под начальством маркграфа Людвига Баденского, разбили сераскира Реджиб-пашу при Бетуджине, затем с 20-тысячным войском против 60 тысяч турок нанесли им поражение при Нише, взяли Ниш и Виддин (1689). Всюду вспыхивали восстания христиан против угнетателей-турок.
В этот критический момент был назначен великим визирем Мустафа-Кеприлу, который на некоторое время задержал победоносное движение австрийцев. Кеприлу разбил генерала Секендорфа (1690), отнял у австрийцев Ниш, Виддин, Семендрию, Белград и заставил австрийскую армию отступить за Саву, а Тёкёли, разбив австрийцев, провозгласил себя князем Трансильвании; греки Мореи восстали против венецианцев и майноты изъявили покорность султану. В следующем 1691 году Мустафа-Кеприли двинулся на встречу маркграфу Баденскому, шедшему из Петервардейна, но в битве при Саланкемене был убит пулей, войско его разбито и бежало, оставив на поле битвы 28 тысяч человек убитых. Начались мирные переговоры, но ввиду больших притязаний победительниц, Австрии, Польши и Венеции, и вследствие интриг Франции, которая вела в это время войну с Австрией и другими германскими государствами, мир не состоялся.
Война со стороны Турция велась оборонительно, чему были рады австрийцы, которые принуждены были отправить Людвига Баденского и лучшие войска на Рейн, вследствие чего в течение 1692—1693 годов ничего серьёзного не случилось; в 1694 году венецианцы оживили войну захватом Хиоса, который скоро опять потеряли, и отражением турок, которые вторглись было в Морею. Ещё раз счастье улыбнулось было туркам со вступлением на престол воинстве иного султана Мустафы II (1695): сам султан счастливо сражался в Венгрии, Пётр Великий был отбит от Азова (1695), венецианцы были разбиты капудан-пашой Гуссейном и т. д., но уже в следующем году Азов был взят русскими, а сам султан был разбит наголову (1697) принцем Евгением Савойским при Зенте во время переправы через Тиссу, при чём 20 тысяч турок было убито, 10 тысяч утонуло.
Эта блистательная победа дала возможность австрийцам вторгнуться в Сербию и Боснию и поднять восстание среди христиан. Новый великий визирь из фамилии Кёприли спас Турцию от окончательного унижения: он набрал новое войско, прогнал австрийцев за Саву и затем вступил в переговоры с противниками. Перемирию в Карловице (1699) на 25 лет дало Австрии Трансильванию, Венгрию без Темешвара и Баната, Славонию и Сирмию, Польше — Украину и Подолию, России — Азов, Венеции — кроме части Далмации между Керкой и Нарентой, всю Морею, остров Эгину и Санта-Мавру. Этот мирный договор, отнявший у Турции лучшие завоевания Сулеймана II Великого, был началом гибели Турции: с этих пор она начинает терять одну провинцию за другой на севере, с небольшим успехом на юге.

## XVIII век
Самым опасным врагом Турции стала Россия, которая нанесла ей в течение XVIII века самые тяжкие удары, окончательно и безвозвратно сломившие силу турок; временно Турция имела ещё иногда небольшие успехи в войнах с соседями, но они зависели больше от ошибок её врагов, чем от талантов и энергии её правителей, как это случилось, например, с Петром I во время Прутского похода 1711 года.
В то время, когда страшная война за испанское наследство захватила весь запад Европы, а Великая Северная война весь северо-восток, Турция не могла воспользоваться затруднениями и взаимной враждой для отвоёвывания потерянных земель, потому что сама переживала полную анархию и была бессильна во время низложения Мустафы II и вступления на престол Ахмеда III: без денег, без войска, без авторитетной власти она едва справлялась с беспорядками в своих разноплемённых областях. Единственно, на что у турок хватило сил, когда порядок опять несколько восстановился, это попытаться отнять у Венеции её последние приобретения. Побуждаемая Францией, Турция придралась к тому, что венецианцы оказали помощь черногорцам в войне их с турками, и объявила войну Венецианской республике (1714), которая была совершенно не готова встретить врага. Жители Мореи перешли на сторону турок, жители Ионических островов, напротив, усердно готовились к войне, выставляя корабли, солдат и давая деньги. Турецкий флот взял остров Тенос, жители которого мешали венецианцам обороняться (1716), а великий визирь Дамад-Али-Кумурджи взял приступом Коринф, Аргос, Навплию; затем захвачен был остров Чериго, на Крите — Суда и Спина-Лунга, так что к концу лета 1715 года в руках венецианцев остался только один остров Корфу, который турки и стали блокировать в 1716 году.
Между тем австрийцы, не угрожаемые никем на западе, решили принять участие в войне на востоке, понимая, что, победив венецианцев, турки обратятся против них из желания вернуть потерянные земли: для выигрыша времени предложив своё посредничество воюющим сторонам, австрийцы выпросили у папы разрешение взыскать 3/10 с доходов духовенства, заключили союзный договор с Венецией (1716) и, окончив приготовления, объявили Турции войну. Великий визирь Дамад-Али, покинув осаду Корфу, бросился на север, перешёл через Саву и напал на принца Евгения возле Петервардейна, но был разбит на голову и пал в бою (1716). Когда новый визирь Халиль-паша прибыл на берега Дуная, принц Евгений уже завладел Темешваром и Банатом, а сербские эмигранты лихим налётом взяли Букарест вместе с валашским господарем Николаем Маврокордато. Кампания 1717 года сосредоточилась около Белграда, который был осаждён принцем Евгением; но последний с 40-тысячным войском попал в трудное положение перед 200 тысячами турок, так что несколько месяцев просидел в своём укреплённом лагере, пока, наконец, не решился неожиданно напасть на турок (1717), пользуясь густым туманом: полное поражение турок с потерей 10 тысяч человек и 186 пушек и сдача Белграда была наградой за смелый и решительный шаг. Шабац, Семендрия и Орсова вскоре тоже были взяты австрийцами. На греческом театре военных действий венецианцам удалось при содействии немецкого фельдмаршала Шуленбурга не только отбить все нападения турок на Корфу, но и завоевать Бутринто и Санта-Мавра (1716), а осенью 1717 года — Превезу и Воницу. Обе стороны, истощённые войной, охотно приняли посредничество Англии и в Пожареваце (Пассаровиц) в Сербии заключили мир (1718). Больше всех выиграла в этой войне Австрия: она приобрела Банат с Темешваром, Северную Сербию с Белградом, Малую Валахию до Альты, часть Кроации и Боснии и прежние турецкие владения в Славонии. Порта удержала Морею; Венеция улучшила свою границу в Далмации, вернула Чериго, Ионические острова и крепости Бутринто, Паргу, Превезу и Воницу в заливе Арта.
После Пожаревацкого мира главным врагом Турции делается Россия, которая желала вернуть Азов и загладить прутскую неудачу, затем пробиться к Чёрному морю и покончить с Крымом, орда которого не давала жить населению южных областей. Австрия, побеждённая в Италии и урезанная в Германии, стала искать себе компенсации в Боснии и Герцеговине. Нападение крымских татар было достаточным поводом для России, чтоб объявить войну.
В 1736 году Ласси осадил, а вскоре и взял Азов, Миних вошёл в Крым и разорил его до гор. Тогда Австрия по просьбе испуганной Порты предложила ей своё посредничество. По раньше состоявшемуся тайному уговору с Россией предложены были самые тяжёлые условия, непринятие которых могло повлечь за собой войну с двумя империями. Франция, которая пользовалась в Турции привилегированным положением, употребила все усилия, чтоб открыть глаза Порты на коварство Австрии, которая от посредничества перешла к войне (1737), послав войска в Валахию под начальством герцога Франца-Стефана Лотарингского и генерал Секендорфа, а в Боснию — под начальством принца Гильдбурггаузена. Но вялое, неумелое ведение войны, отсутствие единства в действиях вождей сделало кампанию 1737 года почти безрезультатной, а кампания 1738 года отдала туркам Новую Орсову и Семендрию; в 1739 году генерал Валлис был разбит на голову великим визирем при Грочке, турки подошли к Белграду и осадили его. Французский посол Вильнёв, понимая, что этот успех турок может привести к заключению наивыгоднейшего для них мира, очень ловко воспользовался паникой венского двора и уговорил австрийцев заключить мир с турками отдельно от русских; в это время Миних ещё несколько раз разбил турок (Ставучаны, Хотин) и подходил к Дунаю. Когда русское правительство узнало о двоедушии и бессилии Австрии, а с другой стороны, испугалась осложнений в Швеции, оно согласилось заключить мир в Белграде при посредничестве того же Вильнёва (1739). По условиям Белградского мира Австрия отдала туркам все, что приобрела по Пожаревацкому (Пассаровицкому) миру, так что Дунай, Сава и горы Темешварского баната были теперь границей обоих государств, а Россия получила Азов и земли между Бугом и Днепром. В награду за своё посредничество Вильнёв выпросил у турок восстановление и увеличение капитуляций: подтверждён снова протекторат Франции над католическими учреждениями в Турции, за католиками признаны права собственности на церкви в Святых местах.
Старые враги Турции, Венеция и Австрия, в течение почти всей 2-й половины XVIII века не могли думать серьёзно о борьбе с турками: Венеция теряла свою силу и вследствие внутренней слабости не была опасна туркам. Австрия же была всецело занята громадными войнами на западе (война за австрийское наследство, Семилетняя, революционные) или внутренними делами.
Война Турции с Россией с 1768—1774 годов кончилась потерей Керчи, Еникале, Кинбурна, Таганрога, отошедших к России, и признанием всех татарских орд вдоль берегов Чёрного и Азовского морей независимыми от Турции, то есть тоже потерей всех земель по берегам Азовского и Чёрного морей между Южным Бугом и Кубанью. Россия выхлопотала себе по Кучук-Кайнарджийскому миру право предстательствовать за православных подданных султана, торговать во всех портах и держать консулов везде в Турции, свободно отправлять своё богослужение, свободный доступ в Палестину и 4,5 млн руб. за военные издержки. Австрия, ссылаясь на то, что своим дипломатическим заступничеством спасла Турцию от России, потребовала Буковину и получила её по договору 1775 года.
Восходящая сила России и слабость Турции вызвала в правительственных сферах России и Австрии самые смелые проекты, например, «восточный прожект» Г. А. Потёмкина об изгнании турок из Европы: к этому проекту присоединился Иосиф II в надежде захватить придунайские княжества, Боснию, Герцеговину и Сербию; когда Россия начала войну с турками в 1787 году, Австрия присоединилась к ней. В кампанию 1788 года австрийцы были несколько раз разбиты турками, которые вторглись даже в Темешварский банат, откуда их выгнал потом генерал Лаудон. Селим III, вступивший на престол (1789) после Абдул-Хамида I, энергично продолжал войну, но его войско было разбито Суворовым и австрийцами при Рымнике и Фокшанах, вследствие чего Бессарабия, Валахия, Измаил и Белград попали в руки союзников. Тут вмешалась Англия и Пруссия, благодаря посредничеству которых Австрия отказалась от всех своих завоеваний по миру 1791 года в Систове. В самом конце того же 1791 года Россия тоже заключила мир с Турцией в Яссах, по которому получала земли между Бугом и Днестром и свои приобретения на Кавказе и по берегам Чёрного моря.
Дальнейшие войны Селима III находились в тесной связи с действиями французской политики. Поход Бонапарта в Египет без предварительного соглашения с Турцией дал возможность России и Англии натравить Турцию на старого союзника, которому она объявила войну (1798). Война прошла без крупных дел. Успехи Бонапарта в Сирии до неудачной осады Сен-Жан-д’Акры, поражение им Мустафы-паши у Абукира (1799) — важнейшие дела этой кампании. Али-паша вёл войну с французскими войсками в прежних владениях Венеции, которыми овладели в 1797 году французы, без особого успеха, но турецкий флот в соединении с русской эскадрой Ушакова отняли у французов Ионические острова (1798—1799). Когда же Клебер, разбив 80 тысяч турок с 10 тысяч человек при Гелиополисе, погиб от руки фанатика, турецкие и английские войска так стеснили французов, что командовавший ими генерал Мену заключил в 1801 году договор, в силу которого французские войска очистили Египет.

## XIX век
В начале 1802 года между Францией и Портой был заключён мир, после которого французская дипломатия стала пользоваться в Константинополе прежним, если не большим значением, которое она употребила вскоре для возбуждения войны между Портой и Россией, чтоб отвлечь внимание последней от дел на западе; эта война (1806—1812) кончилась новой потерей для Турции, которая по Бухарестскому миру отдала России Бессарабию до Прута.
Дальнейшие войны в XIX века Порта вела, главным образом, с Россией: Греко-турецкая война (1897), в которой Греция потерпела ряд поражений, не принесла никаких перемен — ни политических, ни территориальных.